# Leica T
Die Leica T ist eine digitale Systemkamera der Leica Camera AG im APS-C-Format mit Autofokus und L-Bajonett. Sie wurde erstmals 2014 vorgestellt und wird auch als Typ 701 bezeichnet.

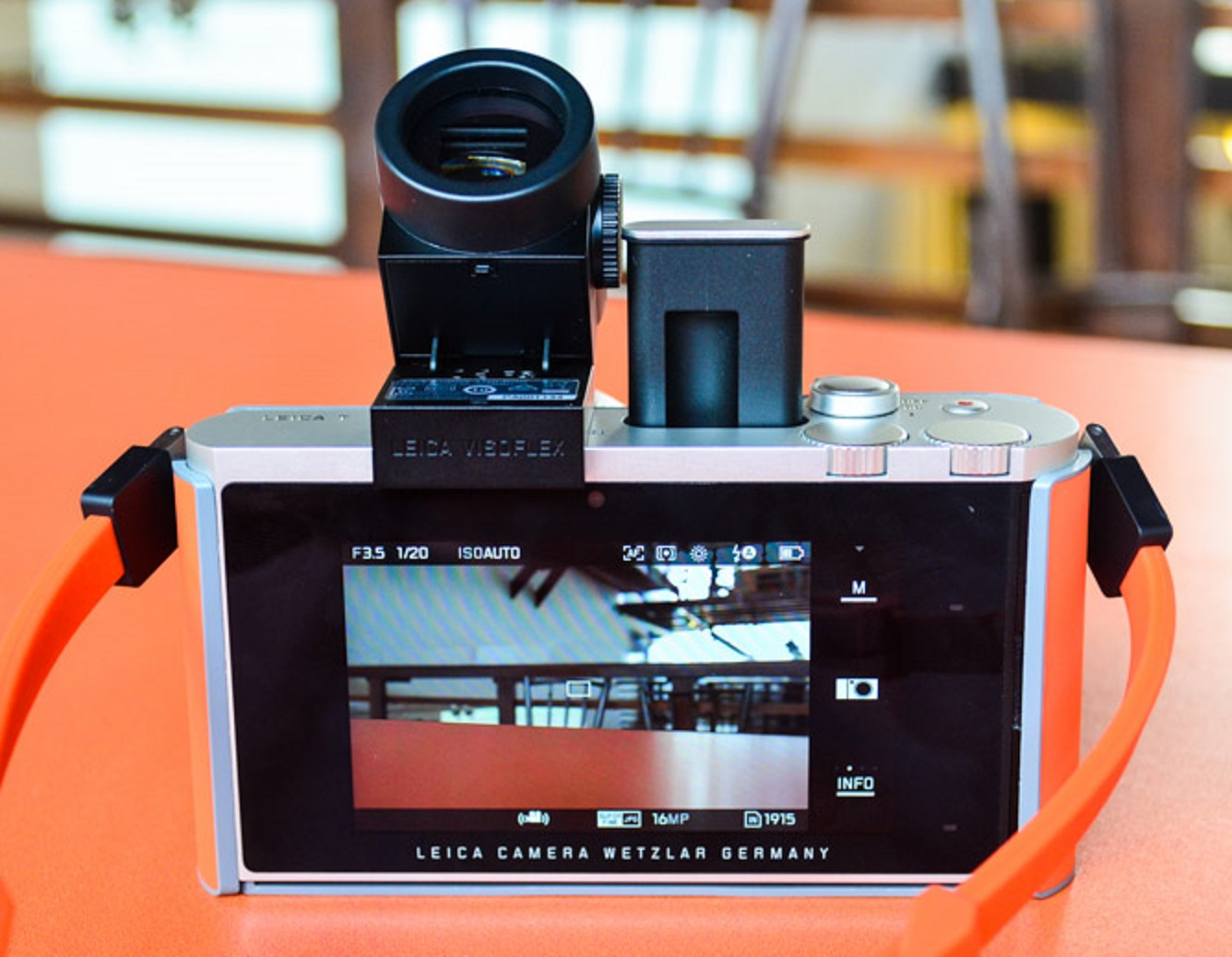
Leica T mit Aufstecksucher, Rückseite

Die Besonderheit liegt im minimalistischen Gehäuse-Design und dem aus dem vollen gefrästen Aluminium-Gehäuse, wobei die Vorderseite mit einer Materialmischung aus Kunststoff und Silikon überzogen ist. Die wenigen Bedienelemente sind auch durch den 3,7 Zoll großen Touchscreen auf der Rückseite möglich. Die Endbearbeitung des Gehäuses wird mit hohem Aufwand in Handarbeit wie bei den klassischen Leica-M-Kameras durchgeführt. Der Sensor mit etwa 16 MP stammt von Sony. Die klassischen M-Objektive können mit einem Objektiv-Adapter verwendet werden; haben sie eine 6bit-Codierung, sind mit der Leica T Belichtungsmessung und Zeitautomatik möglich. Die Kamera ist durch ein WIFI-Modul über iOS per App fernbedienbar. Durch neue Firmware konnte die Funktion des Autofokus beschleunigt werden. Für Belichtungszeiten zwischen 1/4 s und 1/30 s gibt es eine elektronische Bildstabilisierung. Als Zubehör gibt es einen schwenkbaren, elektronischen Aufstecksucher Visoflex, der auch GPS-Daten übermitteln kann.

## TL-2 seit Ende 2016
Ende 2016 folgte das überarbeitete Modell TL-2. Ihr Sensor hat eine Auflösung von 24 MP. Der interne Speicher wurde auf 32 GB verdoppelt. Das Gehäuse wurde nun auch in der Farbe Titan angeboten. Außerdem ist nun auch die Fernbedienung mit Android-Geräten möglich. Darüber hinaus ermöglicht die App den Versand von Fotos per e-mail.

## Leica T-Objektive
Die Objektive sind durch das APS-C-Fornat kompakter als Objektive für das Kleinbildformat. Von den zur Einführung angebotenen Zoomobjektiven (Brennweiten 11–23 mm und 55–135 mm) ist bekannt, dass sie in Japan gefertigt werden.
- Elmarit-TL 18 mm 2,8 ASPH
- Summicron-TL 23 mm 2.0 ASPH[4]
- Summilux-TL 35 mm 1,4 ASPH
- APO-Macro-Elmarit-TL 60 mm 2,8 ASPH
- Super-Vario-Elmar-TL 11–23 mm 3,5-4,5 ASPH[2]
- Vario-Elmar-TL 18–56 mm 3,5-5,6 ASPH[4]
- APO-Vario-Elmar-TL 55–135 mm 3,5-4,5 ASPH[2]